# Negeri Sembilan
Negeri Sembilan o Negri Sembilan, en jawi: نڬري سمبيلن), vol dir "nou estats" en malai, és un estat de Malàisia. El nom honorífic de l'estat en àrab és Darul Khusus ("La residència especial"). És a la costa oest de la Península de Malàisia, just al sud de Kuala Lumpur i fa frontera al nord amb Selangor, a l'est amb Pahang i al sud amb Malaca i Johor.
Es creu que el nom prové dels nou districtes o nagari (ara coneguts com a luak) on s'assentaren els Minangkabau, poble originari de l'oest de Sumatra (avui Indonèsia). Els trets minangkabau encara són visibles avui dia en l'arquitectura tradicional i en el dialecte que hi parlen. Encara que la majoria dels soldanats malais són hereditaris, el governant de Negeri Sembilan – conegut com a Yang di-Pertuan Besar - és escollit pel Consell dels Undangs composts pels grans districtes de Sungai Ujong, Jelebu, Johol, i Rembau.
La capital de Negeri Sembilan és Seremban. La capital reial és Seri Menanti al districte Kuala Pilah. Altres ciutats importants són Port Dickson i Nilai. Negeri Sembilan està dividit administrativament en dels districtes de Seremban, Rembau, Tampin, Kuala Pilah, Jempol, Jelebu i Port Dickson.

## Història
L'estat de Naning es va fundar el 1641 quan, conquerida Malaca per Holanda, el governador local (dependent del sultà de Johore) es va independitzar segurament amb suport holandès. Posteriorment hi van començar a arribar els Minangkabau des de Sumatra. Uns cinquanta anys després (1690) el governador de Rembau, veí del de Naning, es feia independent amb ajut dels Minangkabau. Uns anys després el governador de Gunung Pasir va agafar el títol reial però va reconèixer la sobirania de Rembau. Als primers anys del segle xviii es va independitzar el governador de Sungai Ujong i el va seguir el cap local de Terachi que va reconèixer la sobirania de Sungai Ujong. El 1723 el governador de Pasir Besar va agafar el títol reial i va batejar el seu estat com Johol; el cap local d'Ulu Muar va agafar tot seguit el títol reial però sota sobirania de Johol. A mitjans del segle es va fundar el regne d'Inas, també anomenat Jelai (per la muntanya principal de la regió), fundació que segurament fou obra com en els altres casos, del cap local. El 1757 el governador de Jelebu va agafar el títol de sultà (després però limitat a undang luak) i el cap de Jehol també es va proclamar sobirà però sota preeminència de Jelebu. El 1832 a la mort del sobirà de Naning els britànics van annexionar l'estat a Malaca però la regió al nord, anomenada Tampin o Tamping es va fer independent. En algun moment no conegut es devien independitzar Segamat (avui a Johore) just a l'est de la frontera oriental del modern Negeri Sembilan, Gemencheh (al sud d'Inas) a l'extrem oriental del modern Negeri Sembilan, i Kelang (avui l'extrem sud-oest de Selangor). L'origen d'aquests tres estats és desconegut però cal pensar que no fou gaire diferent als altres.
El 1773 el príncep minangkabau de Sumatra, Raja Melewar, va arribar a la regió i es van instal·lar com a rei amb el suport de diversos petits estats de la zona, i es va proclamar com a primer Yamtuan Besar a Kampung Penajis a Rembau; poc després va traslladar la seva residència a Sri Menanti, que va restar en endavant la ciutat reial de la regió fins al dia d'avui. Els estats sotmesos a Sri Menanti van conservar autonomia i l'estat en conjunt fou conegut com a Sri Menanti. A la primera meitat del segle xix els estats federats eren: Jempol (Yumpol), Ulu Muar (o Moar, abans Ulu Pahang), Terachi, Jelai, Gemencheh, Johol, Tampin y Segamat (comptant Sri Menanti eren nou, de lo qual va derivar Negeri Sembilan = Nou Estats o Nou Districtes) i més tard s'hi van unir Sungai Ujong, Jelebu, Rembau (amb l'estat dependent de Gunung Pasir) y Kelang.
El 1874 Sungai Ujong fou declarat protectorat britànic quedant separat de la federació. Terachi fou agregat a Sungai Ujong y Segamat fue cedit a Johore i Kelang a Selangor (1874). En aquest temps Jelai (Inas) i Gemencheh es van unir en un sol estat que va agafar el nom de Gemas o Gemes (de la ciutat de Gemas o Gemes, la capital). El 1883 Jelebu va passar també a protectorat britànic (amb el subestat de Jempol) sent separat de la federació. El 1887 el protectorat britànic fou imposat a Rembau (i el seu estat subordinat de Gunung Pasir) que també va quedar separat de la federació. El 1888 Sri Menanti i la resta d'estats de la federació van acceptar el protectorat britànic. El 1895 Rembau, Jelebu i Sungai Ujong (i els seus subestats) foren reintegrats a la federació i a la llista de 1898 formaven la federació nou estats: Gemes, Jelebu (amb Jempol), Johol (amb Muar), Rembau, Sri Menanti, Sungai Ujong i Tampin.
El 1874 Sungai Ujong fou declarat protectorat britànic quedant separat de la federació. Terachi fou agregat a Sungai Ujong y Segamat fue cedit a Johore i Kelang a Selangor (1874). En aquest temps Jelai (Inas) i Gemencheh es van unir en un sol estat que va agafar el nom de Gemas o Gemes (de la ciutat de Gemas o Gemes, la capital). El 1883 Jelebu va passar també a protectorat britànic (amb el subestat de Jempol) sent separat de la federació. El 1887 el protectorat britànic fou imposat a Rembau (i el seu estat subordinat de Gunung Pasir) que també va quedar separat de la federació. El 1888 Sri Menanti i la resta d'estats de la federació van acceptar el protectorat britànic. El 1895 Rembau, Jelebu i Sungai Ujong (i els seus subestats) foren reintegrats a la federació i a la llista de 1898 formaven la federació nou estats: Gemes, Jelebu (amb Jempol), Johol (amb Muar), Rembau, Sri Menanti, Sungai Ujong i Tampin.
L'estat no va tenir esdeveniments rellevants fora que l'1 de juliol de 1896 es va constituir una federació més gran amb els estats de Negeri Sembilan, Pahang, Perak i Selangor (anomenada Estats Malais Federats), és a dir tots menys Johore. El fet més important posterior fou a l'ocupació japonesa al final del 1941 i que va durar fins al 12 de setembre de 1945 sota l'autoritat de Hatta Saburo. Al final de l'ocupació el més vell dels oficials civils, James Calder, va agafar la residència interina fins a l'1 d'abril de 1946. Posteriorment es van nomenar comissionats residents.
L'1 d'abril de 1946 es va formar la Unió Malaia, amb els antics Estats Malais Federats (o sigui incloent Negeri Sembilan), més Johore, i les possessions britàniques (Singapur i dependències, Penang (amb Wellesley) i Malaca. La Unió Malaia (o Federació Malaia) va accedir a la independència el 31 d'agost de 1957. El 16 de setembre de 1963 les antigues colònies britàniques de Borneo del Nord (rebatejada Sabah) i Sarawak (Brunei va refusar entrar-hi) es van unir a la federació i van formar l'estat de Malàisia (Malaysia)

## Governants
Sobirans
- Sultan Mahmud ibni Sultan Abdul Jalil (Raja Melawar) 1773 - 1795
- Raja Hitam 1795 - 1808
- Raja Lenggang Laut 1808 - 1824
- Raja Radin ibni Raja Lenggang Laut 1824
- Raja Kerjan, regent usurpador 1824 - 1826
- Yamtuan Sati 1826 - 30 Nov 1831
- Raja Radin ibni Raja Lenggang Laut 1831 - 1833 (segona vegada)
- Raja Ali bin Daeng Alampaki 1833 - 1836
- Raja Radin ibni Raja Lenggang Laut 1836 - 1861 (tercera vegada)
- Yamtuan Ulin 1861 - 1869
- Tengku Antah ibni Yamtuan Radin 1869 - 1888 
  - Tuanku Ampuan Intan (reina), regent 1869 - 1872
- Tuanku Muhammad ibni al-Marhum Yamtuan Antah 1888 - 1933
- Tuanku Abdul Rahman ibni al-Marhum Yamtuan Muhammad 1933 - 1960 
  - Tuanku Munawir, regent 31 'agost de 1957 - 1 d'abril de 1960
- Tuanku Laksman Munawir ibni al-Marhum Yamtuan Abdul Rahman 1960 - 1967
- Tuanku Jaafar ibni al-Marhum Yamtuan Abdul Rahman 1967 - 2008
- Tuanku Naquiyuddin, regent 1994 - 1999
- Tuanku Mukhriz ibni al-Marhum Tuanku Munawir 2008 -

Residents britànics
- Martin Lister (superintendent fins a l'1 de gener de 1895) 1887 - 1897
- Robert Norman Bland (actuant per Lister) 1894 - 1895
- Ernest Woodford Birch (des de 1900, Sir Ernest Woodford Birch) 1897 - 1901
- Henry Conway Belfield 1901 - 1902
- D.H. Wise (actuant per Belfield) 5 d'abril a 28 d'octubre de 1901
- Harvey Chevallier (actuant per Belfield) 1901 - 1902
- D.H. Wise (actuant per Belfield) tres vegades durant 1902
- Walter Egerton 1902 - 1904
- F.J. Weld (actuant primer per Egerton i després per Campbell) 1903 - 1905
- Douglas Graham Campbell 1904 - 1909
- R.C. Grey (actuant per Campbell) 1906 - 1908
- Edward Lewis Brockman 1 de gener de 1910 - 1911
- Richard James Wilkinson (el 1912, Sir Richard James Wilkinson) 1911 - 1912
- C.W.C. Parr (actuant per Wilkinson i després per Lemon) 1911 - 1912
- Arthur Henry Lemon (el 1918, Sir Arthur Henry Lemon) 1912 - 1919
- C.W. Harrison (actuant per Lemon) 1917 - 1917
- J.R.O. Aldworth 1919 - 1920
- W.J.P. Hume de 22 de febrer a 20 de juny de 1920
- V. Hill 1920 - 1922 (interí fins a 1921)
- A.B. Voules (actuant per Hill) 1921 - 1921
- Edward Shaw Hose 1922 - 1924
- R. Scott (actuant per Hose) 7 de maig a 24 d'octubre de 1923
- Ernest Charteris Holford Wolff 1924 - 1928
- James William Simmons 1928 - 1932
- John Whitehouse Ward Hughes 1932 - 1936
- Gordon Lupton Ham 1936 - 1939
- John Vincent Cowgill 1939 - 1941

Comissionats residents britànics
- William Alexander Gordon-Hall 1946 - 1949
- Ernest Edgar Pengilley (actuant per Gordon-Hall) 1947 - 1947
- Hugh Patterson Croix de Guerre Bryson 1949 - 1950
- A. Hyde 1950 - 1951
- Mervyn Cecil Sheppard 1951 - 1955
- Mervyn Cecil Sheppard 1955 - 1956 (conseller)
- Vacant 1956 - 1957

Caps ministres (Menteri Besar)
- Abdul Malek bin Yusuf 1948 - 1950
- Mohamad Salleh bin Sulaiman 1950 - 1951
- Abdul Malek bin Yusuf (segona vegada) 1951 - 1952
- Abdul Aziz bin Abdul Majid 1952 - 1952
- Abdul Malek bin Yusuf (tercera vegada) 1952 - 1953
- Shamsuddin bin Nain 1953 - 1959
- Mohamad Shariff bin Abdul Samad 1959 - 1959
- Mohamad Said bin Mohamad 1959 - 1969
- Mansor Othman 1969 - 1978 (Parti Keadilan Nasional)
- Dato Rais Yatim 1978 - 1982 (UMNO)
- Mohamed Isa Abdul Samad (Datu 1982, Tan Sri des de 1991) 1982 - 2004 (UMNO)
- Datuk Mohamad Hasan (des de 2004 Datuk Sri) 2004 - (UMNO)